# Børn på skinner
Børn på skinner er en dansk dokumentarfilm fra 2002 med instruktion og manuskript af Lizzi Weischenfeldt.

## Handling
På tværs af Danmark kører togvognen "Børneguiden", som hver uge bringer børn sikkert mellem familiemedlemmer i hver sin ende af landet. Ombord på "Børneguiden" skaber børn deres helt eget rum uden voksen tilstedeværelse, med indbyrdes diskussioner om det, der optager dem i hverdagen, hvor musik, sang og forelskelse spiller en stor rolle. Oliver, en 11-årig dreng er filmens hovedperson. Han går meget op i musik og drømmer om en dag at blive en berømt sanger.